# Spiculite
La spiculite est une roche sédimentaire siliceuse constituée en grande partie de spicules, plus particulièrement de spicules d'éponges, avec une porosité supérieure à 50 %,.
Les spiculites sont ainsi des marqueurs biologiques de l'émergence des premières formes de vie animale lors du Cryogénien (−720 à −635 Ma).